# 2023年6月逝世人物列表
2023年逝世人物列表：1月 - 2月 - 3月 - 4月 - 5月 - 6月 - 7月 - 8月 - 9月 - 10月 - 11月 - 12月
2023年6月逝世人物列表，是用于汇总2023年6月期间逝世人物的列表。

## 依日期排序

### 30日
- 蕭勤，88歲，台灣畫家。[1]
- 卡洛斯·阿爾貝托·蒙塔納（西班牙語：Carlos Alberto Montaner Suris），80歲，古巴流亡作家、新聞記者、持不同政見者[2]。

### 29日
- 克拉倫斯·巴羅（英语：Clarence Barlow）（又名Klarenz），77歲，印度出生具英國、法國、葡萄牙血統之古典音樂及電子音樂作曲家[3]（死亡消息宣布日）。
- 克里絲汀·金恩·法瑞絲（英语：Christine King Farris），95歲，美國教師、人權活動家，已故美國黑人民權運動領袖马丁·路德·金的姊姊[4]。
- 歐禮文（英語：Stephen Douglas Owen），74歲，加拿大政治人物和律師，前下議院議員，曾任工務及政府服務部長、西部經濟多樣化部長和體育國務部長[5]。
- 安吉爾·瓦根斯坦（英语：Angel Wagenstein），100歲，保加利亞科幻小說家、編劇[6]。
- 亞倫·阿金（英語：Alan Wolf Arkin），89歲，美國演員，奧斯卡獎、金球獎及東尼獎得主[7]。

### 28日
- 羅威爾·魏克爾（英语：Lowell Weicker），92歲，美國政治人物，前眾議員、參議員，康乃狄克州州長（1991年－1995年）[8]。
- 迪特里希·瓦格納（德語：Dietrich Wagner），78歲，德國工程師、抗議人士，2010年在抗議「斯圖加特21」興建計畫時，被德國警方的水砲擊傷並導致失明[9]。
- 梁煥釗，83歲，筆名三木，加拿大籍香港資深傳媒人[10][11]。
- 莫照蘭，56歲，中國海洋大學海洋生命學院教授、中國致公黨青島市委員會副主任委員。[12]

### 27日
- 萊恩·馬萊特（英语：Ryan Mallett），35歲，美國前職業美式足球選手，先後效力過NFL三支球隊（2011年－2017年），生前為高中美式足球隊教練，溺水身亡[13]。
- 纳赫尔·梅尔佐克（法語：Nahel Merzouk），17岁，阿尔及利亚裔法国人，被警方截查车辆期间开枪击毙[14]。
- 帕斯卡·梅西耶（德語：Pascal Mercier），79歲，瑞士作家、哲學家。[15]
- 杨颖红，44岁，中国漫画家，代表作《冰人》、《破坏游戏》、《黑日》等，病逝。[16]

### 26日
- Akira Complex，30歲，美國作曲家，自殺身亡。[17]
- 梁朝辰，56歲，台灣企業家，連鎖麻辣鍋店「老四川巴蜀麻辣燙」創辦人兼執行長。[18]
- 尼可拉斯·科斯特（英語：Nicolas Dwynn Coster），89歲，英國裔美國電影、電視男演員[19]。
- 第十三代艾爾利伯爵（英語：The 13th Earl of Airlie），97歲，英國蘇格蘭貴族，宮務大臣（1984年－1997年）。[20]

### 25日
- 西蒙·克林（英語：Simon Findlay Crean），74歲，澳大利亞政治家、勞工運動領袖，前澳大利亞工黨領袖。[21]
- 約翰·B·古迪納夫（英語：John B. Goodenough），100歲，美國固體物理學家，二次電池產業的重要學者，2019年诺贝尔化学奖得主。[22]
- 姚琢奇，94歲，台灣資深軍事記者，曾採訪過八二三砲戰、九二海戰，首位乘坐F-104戰機升空採訪的記者。[23]
- 威廉·比辛（德語：Wilhelm Büsing），102歲，德國男子馬術運動員。[24]
- 鄺業生，63歲，香港電視劇監製[25]

### 24日
- 楊鐵樑爵士，93歲，香港法官及政治人物，最高法院首席大法官（1988年－1996年）、行政長官選舉候選人（1996年）、行政會議非官守成員（1997年－2002年）。[26]
- 朱利安·山德斯（英語：Julian Sands），65歲，英國電影演員，代表作《窗外有藍天》，2023年1月前往美國加州攀登聖安東尼奧山後下落不明。（遺體發現日期）[27]
- 比爾·伊默曼（英語：Bill Immerman），85歲，美國電影製片主管。[28]

### 23日
- 周靂岑，藝名仔仔，35歲，台灣歌手，組合「七朵花」成員。（訃聞在同年7月4日傳出）[29]
- 拉飛·邵馬，40歲，台灣台東縣長濱鄉阿美族藝術家。[30]
- 李妍濟（韓語：이연제），26岁，韩国記者，每日放送新聞主播。2020年韓國小姐選舉大邱區冠軍。病逝。[31]

### 22日
- 杜廼松，86歲，中國青銅器與古文字研究和鑑定專家，故宮博物院研究員、故宮博物院學術委員會委員，中央文史研究館館員。[32]
- 钟训正，94歲，中國建築學家，中国工程院院士，東南大學教授。[33]
- 張大兵，56歲，中國植物学家，上海交通大學教授。[34]
- 哈利·馬可維茲（英語：Harry Max Markowitz），95歲，美國經濟學家，1990年诺贝尔经济学奖得主，芝加哥經濟學派的一員，專長於金融經濟學，現代投資組合理論的開創者。[35]

### 21日
- 武寬，85歲，越南政治人物，歷任越南貿易部部長、政府副總理、越南共產黨九大時，當選中央書記處書記。[36]
- 高恒发，97歲，中國人，南京大屠殺倖存者。[37]
- 陳一平，70歲，臺灣企業家，俊國建設董事長，中華職棒俊國熊隊創辦人暨領隊。[38]
- 貝尼西亞·斯坦利-史密斯，72歲，英國草藥研究者，1970年代起定居於日本，並開設英語學校。[39]
- 陈加昌，91岁，新加坡作家兼首名战地记者，因肺炎逝世[40]。

### 20日
- 余為彥，71歲，台灣導演。代表作為《童黨萬歲》。[41]
- 崔聖奉（英语：Choi Sung-bong），33歲，韓國歌手，2011年《韓國達人秀》亞軍。自殺身亡。[42]
- 席慕德，85歲，台灣聲樂家。[43]
- 秦紅，88歲，臺灣武俠小說作家。[44]

### 19日
- 吉姆·麥考特，79歲，愛爾蘭男子拳擊運動員。[45]
- 黛安娜·羅（德語：Diane Schöler），90歲，英國及德國女子桌球運動員。[46]

### 18日
- 萬沙浪，74歲，台灣原住民歌手。代表作為《愛你一萬年》。[47]
- 米尔顿·鲍威尔（英语：Big Pokey），45歲，美國德州饒舌歌手。[48]
- 2023年泰坦號潛水器事件：[49]
  - 哈米什·哈丁（英語：Hamish Harding），58歲，英國商人和飛行員。
  - 斯托克頓·拉什（英語：Stockton Rush），61歲，美國工程師、商人，海洋之門首席執行官兼創始人。
  - 保羅-亨利·纳尔若莱（法語：Paul-Henri Nargeolet），77歲，法國海軍退役軍官、潛水員和法國海洋開發研究院的成員。
  - 沙赫扎达·达伍德，48歲，巴基斯坦商人、慈善家，達伍德赫拉克勒斯公司（英语：Dawood_Hercules_Corporation）董事、SETI協會受託人。
  - 蘇萊曼·達烏德，19歲，沙赫扎達·達烏德的兒子。
- 李超，34歲，中國相聲演員。肺癌。[50]

### 17日
- 邁克爾·霍普金斯（英語：Sir Michael John Hopkins），88岁，英國建築師，大英帝國勳章得主。[51]
- 斯里·阿迪寧希，62歲，印尼經濟學者、政治人物，加查马达大学經濟學教授，前人民协商会议成員，2015年至2019年任印尼總統顧問委員會主席[52]。
- 西沃恩·奧沙利文（英語：Siobhan O'Sullivan），49岁，澳大利亞政治學家，曾任新南威爾士大學社會科學學院副教授，專長領域包括動物福利政策和福利國家，卵巢癌病逝[53]。

### 16日
- 莫泰熙，79岁，马来西亚华文教育运动家、前董总首席执行员，咸称「华教园丁」。死於新冠病毒併發症。[54]
- 北別府學（日語：北別府 学），65歲，日本職業棒球運動員。效力廣島東洋鯉魚隊長達19年至1994年退役。死於血癌。[55]
- 丹尼尔·艾尔斯伯格（英語：Daniel Ellsberg），92歲，美国军方分析师、兰德公司研究人員，1971年向媒体提供五角大楼机密文件成為知名吹哨人，2018年奥洛夫·帕尔梅奖得主[56]。
- 吉諾·梅德（德語：Gino Mäder），26歲，瑞士單車運動員，曾效力巴林勝利，於參加環瑞士單車賽期間意外身亡[57]。
- 班·赫爾夫戈特（英语：Ben Helfgott），93歲，波蘭裔英國籍大屠殺倖存者、奧運舉重選手，已知在大屠殺中倖存後，參加奧運會的少數猶太運動員之一，獲頒大英帝國勳章[58]。
- 埃斯特萬·沃爾科夫（西班牙語：Esteban Volkov Bronstein），97歲，俄羅斯裔墨西哥籍化學家、工程師，蘇聯革命家列夫·托洛茨基的外孫[59]。

### 15日
- 孫機，94岁，中國考古學家、文物學家。死於新冠病毒併發症。[60]
- 格蘭達·傑克遜（英語：Glenda Jackson），87歲，英國女演員、政治人物，表演奖大满贯得主。[61]
- 沈福儒，81歲，中國足球運動員、足球教練、足球解說員。[62]
- 楊義，77歲，中國文學理論家，中國社會科學院學部委員。[63]
- 唐納德·特里普利特（英語：Donald Gray Triplett），89歲，美國人，醫學史上第一位被診斷出廣泛性自閉症候群的個案[64]。
- 戈登·麦卡奎因（英語：Gordon McQueen），70歲，英國蘇格蘭足球員（蘇格蘭代表隊），曾效力香港精工球會。死於失智症併發症。[65]
- 布雷特·赫德森（英語：Bret Hudson），49歲，澳大利亚男子竞技体操运动员，曾代表澳大利亚在1994年和1998年英联邦运动会体操比赛，获得一枚金牌、二枚银牌和二枚铜牌[66]。
- 鄭學來，69歲，香港籃球運動員及教練，飛鷹體育會創辦人。[67]

### 14日
- 張英才，88歲，香港資深男演員及配音員。[68]
- 羅曼·賈基夫（英語：Roman Wladimir Jackiw），83歲，烏克蘭裔美國理論物理學家，狄拉克獎章得主。[69]
- 2023年日本陸上自衛隊槍擊案（日语：日野基本射撃場発砲事件）死者：[70]
  - 菊松安親（日語：菊松 安親），52歲，陸上自衛隊一等陸曹（上士）。
  - 八代航佑（日語：八代 航佑），25歲，陸上自衛隊三等陸曹（下士）。

### 13日
- 戈馬克·麥卡錫（英語：Cormac McCarthy），89岁，美國小說家。[71]
- 張恒遠，36岁，中國男歌手，2013年在「中國好聲音」第二季獲得亞軍出道。死於黑色素瘤。[72]
- 黄永玉，98岁，中國版画家，原中央美术学院版画系主任。[73]
- 鄔滄萍，101歲，中國人口學家。[74]
- 牛尾治朗，92歲，日本商人，牛尾電機創始人，1995年至1999年任日本經濟同友會代表幹事。誤吸性肺炎。[75]
- 尼克·凯泽（英語：Nicholas "Nick" Kaiser），68歲，英国宇宙学家，2017年英国皇家天文学会金质奖章得主[76]。

### 12日
- 西爾維奧·貝盧斯科尼（義大利語：Silvio Berlusconi），86岁，意大利政治人物、企業家，曾数度出任总理，前足球俱樂部AC米蘭主席。死於血癌。[77]
- 朴秀蓮，29歲，韓國演員。摔倒引致腦缺氧死亡。[78]
- 維亞切斯拉夫·亞歷克塞維奇·扎伊采夫（俄語：Вячеслав Алексеевич зайцев），70歲，前蘇聯及俄羅斯排球運動員。[79]
- 崔特·威廉斯（英語：Treat Williams），71歲，美國男演員及作家。[80]
- 谢尔盖·弗拉基米罗维奇·戈里亚切夫（俄語：Сергей Γорячев），52歲，俄羅斯陸軍軍人，軍銜少將，戰死[81]。
- 約翰·弗呂·恩迪（John Fru Ndi），81歲，喀麥隆政治人物，該國主要反對黨社會民主陣線（英语：Social Democratic Front (Cameroon)）（SDF）創立者。[82]
- 哈維·格蘭斯（英語：Harvey Glance），66歲，美國男子田徑運動員。[83]
- 第三代滕比子爵（英語：The 3rd Viscount Tenby），95歲，英國貴族，上議院議員（1983年－2015年），已故前首相大衛·勞合·喬治之孫。[84]
- 老約翰·羅米塔（英語：John Romita Sr.），93歲，美國漫畫藝術家，創作漫威英雄蜘蛛人、金鋼狼等角色。[85]
- 聶景旭，93歲，中國航空發動機專家，曾任北京航空學院教授、博士生導師。[86]
- 杉下茂（日語：杉下 茂），97歲，日本棒球運動員，有「指叉球之神」封號，因間質性肺炎逝世。[87]

### 11日
- 青木幹雄（日語：青木 幹雄），89歲，日本政治人物、參議院議員（1986-2010 年）、內閣官房長官（1999-2000 年）、日本代首相（2000 年）。[88]
- 劉守仁，89歲，中國羊與羊毛學專家，中國工程院院士。[89]
- 第八代卡多根伯爵（英語：The 8th Earl Cadogan），86歲，英國貴族，主席（1981年—1982年）。[90]
- 勳爵，94歲，英國工黨政治人物，貿易政策國務大臣（英语：Minister of State for Trade Policy）（1997年—1998年）、國會議員（1970年—1983年）、上議院議員（1990年—2018年）。[91]
- 中島貞夫，88歲，日本電影導演。[92]
- 讓·維基（法語：Jean Wicki），90歲，瑞士男子雪車運動員。[93]

### 10日
- 泰德·卡辛斯基（英語：Ted Kaczynski），81歲，美國數學家、恐怖分子，綽號「大學航空炸彈客」（Unabomber）。[94]
- 劉暐，38歲，台灣吉他手，樂團「傷心欲絕」成員。[95]
- 羅傑·S·佩恩（英語：Roger Searle Payne），80歲，美國生物學家和環境學家。[96]
- 諾丘·歐丁（英语：Nuccio Ordine），64歲，義大利文學學者、哲學家[97]。

### 9日
- 阿蘭·圖雷納（法語：Alain Touraine），97歲，法國社會學家。[98]
- 弗洛伊德·馬丁（英語：Floyd Martin），93歲，加拿大男子冰球運動員。[99]
- 黑爾馬·米勒（德語：Helmar Müller），83歲，德國男子田徑運動員。[100]
- 平岩弓枝，91歲，日本女性小說家、劇作家，代表作《御宿翠鳥》系列。[101]
- 川口由一，84歲，日本農民，自然農法實踐者[102]。
- 竹中信子，94歲，在台灣出生的日本人，紀錄片「灣生回家」主角。[103]

### 8日
- 帕特·羅伯遜（英語：Marion Gordon "Pat" Robertson），93歲，美國基督教牧師、佈道家[104]。
- 施純鎰，88歲，臺灣企業家，三花棉業創辦人。[105]
- 趙建勳，50歲，臺灣醫療美容診所醫師，中華民國前總統陳水扁女婿趙建銘的弟弟。死於腦動脈瘤破裂。[106]
- 高雄，本名林福財，68歲，馬來西亞華裔資深歌手，在70年代活躍馬來西亞歌壇。因心血管閉塞引起肺部感染病逝。[107]
- 克劳斯·贝尔（德語：Klaus Beer）80歲，德国男子田径运动员，男子跳遠選手，曾代表德国联队、东德参加1964年和1968年夏季奥林匹克运动会田径比赛，其中1968年获得银牌。
- 尤莉亞·加伍德（英语：Julie Garwood），78歲，美國言情小說作家，書籍印刷超過3500萬冊，至少有 24 本列入《紐約時報》暢銷書排行[108]。
- 岑嘉評，84歲，香港中文大學前講座教授，被譽為"香港奧數之父"。[109]

### 7日
- 鋼鐵酋長（英語：The Iron Sheik），本名「海珊·霍斯勞·阿里·瓦司里」（波斯語：حسین خسرو علی وزیری），81歲，伊朗演員及退休職業摔角選手。[110]
- 馬秉臣，95歲，中國人民解放軍副大軍區職離休幹部、原成都軍區副司令員。[111][112]

### 6日
- 陸元九，103歲，中國陀螺及慣性導航專家，“七一勳章”獲得者，中國科學院院士，中國工程院院士。[113]
- 弗朗索瓦·吉洛（法語：Françoise Gilot），101歲，法國畫家，評論家和暢銷書作家。[114]
- 邁克·麥克法蘭（英語：Mike McFarlane），63歲，英國男子田徑運動員。[115]
- 蔡冠民，79歲，台灣黑幫人士，四海幫創幫大老。[116]

### 5日
- 安娜·谢伊（英語：Anna Shay），62歲，美籍日俄混血名媛，Netflix真人實境節目《璀璨帝國（英语：Bling Empire）》登場人物。死於中風。[117]
- 阿斯特鲁德·吉尔贝托（葡萄牙語：Astrud Gilberto），83歲，巴西森巴和巴薩諾瓦歌手，2008年獲頒拉丁葛萊美終身成就獎[118]。
- 羅伯特·漢森（英語：Robert Hanssen），79歲，美國聯邦調查局探員，实为蘇聯及俄羅斯間諜，因間諜罪被美國法院判處無期徒刑，死於監獄[119]。
- 勳爵，91歲，英國工黨政治人物，英格蘭及威爾斯檢察總長（1997年—1999年）、國會議員（1959年—2001年）、上議院議員（自2001年起）。[120]
- 蒂娜·喬瑪特-彼德森（英語：Tina Joemat-Pettersson），59歲，南非政治人物，曾任農業部長、能源部長、國民議會議員[121]。

### 4日
- 向家雨，57歲，中國企業家，郑州煤矿机械集团股份有限公司執行董事兼副董事長，病逝。[122]
- 喬治·溫斯頓（英語：George Winston），73歲，美國鋼琴家兼作曲家。[123]
- 伯納德·恆（Bernard Heng），年齡不詳，新加坡黑道人物，擁有多項犯罪紀錄，直到在泰國病逝時仍然被列新加坡監視人物名單達40年。[124]
- 凱魯·再魯汀，45歲，馬來西亞攝影師，任職新传媒英语新闻台吉隆坡分局。在馬來西亞發生交通意外身亡。[125]

### 3日
- 吉姆·海因斯（英語：Jim Hines），76歲，美國男子田徑運動員。[126]
- 胡德霖，72歲，中國企業家，蘇州電器科學研究院有限公司創辦人兼实际控制人之一。[127]

### 2日
- ，70歲，芬蘭作曲家。[128]
- 賈克·侯吉耶（法語：Jacques Rozier），96歲，法國導演。[129]

### 1日
- 周文耀，76歲，香港金融界商人，曾任數碼港主席、港交所行政總裁。死於腎衰竭。[130]
- 李香生，72歲，台灣配音員[131]。
- 玛吉特·卡斯滕森（英语：Margit Carstensen），83歲，德國電影演員[132]。
- 楊靜秋，94岁，中國人，南京大屠殺倖存者[133]。
- 菲利普·波佐·迪博戈（法語：Philippe Pozzo di Borgo），72歲，法國企業家、身心障礙者權益運動者，42歲發生飛行傘意外，全身幾乎癱瘓，後與阿爾及利亞裔看護Abdel Sellou之間的故事，曾改編成《逆轉人生》、《活個精彩》等四部不同國家的電影[134]。
- 大衛·瓊斯（英語：David Jones），83岁，英国男子田径运动员，1960年夏季奥林匹克运动会田径比赛男子4×100米接力項目铜牌得主[135]。
- 邁克·巴塔耶（英語：Mike Batayeh），52歲，美國演員，知名作品如《絕命毒師》，死於心臟病[136]。

## 日期不詳
- 關景鴻，65歲，香港移民顧問，景鴻集團創辦人兼董事長。[137]